# Skupina 1 (motorsport)

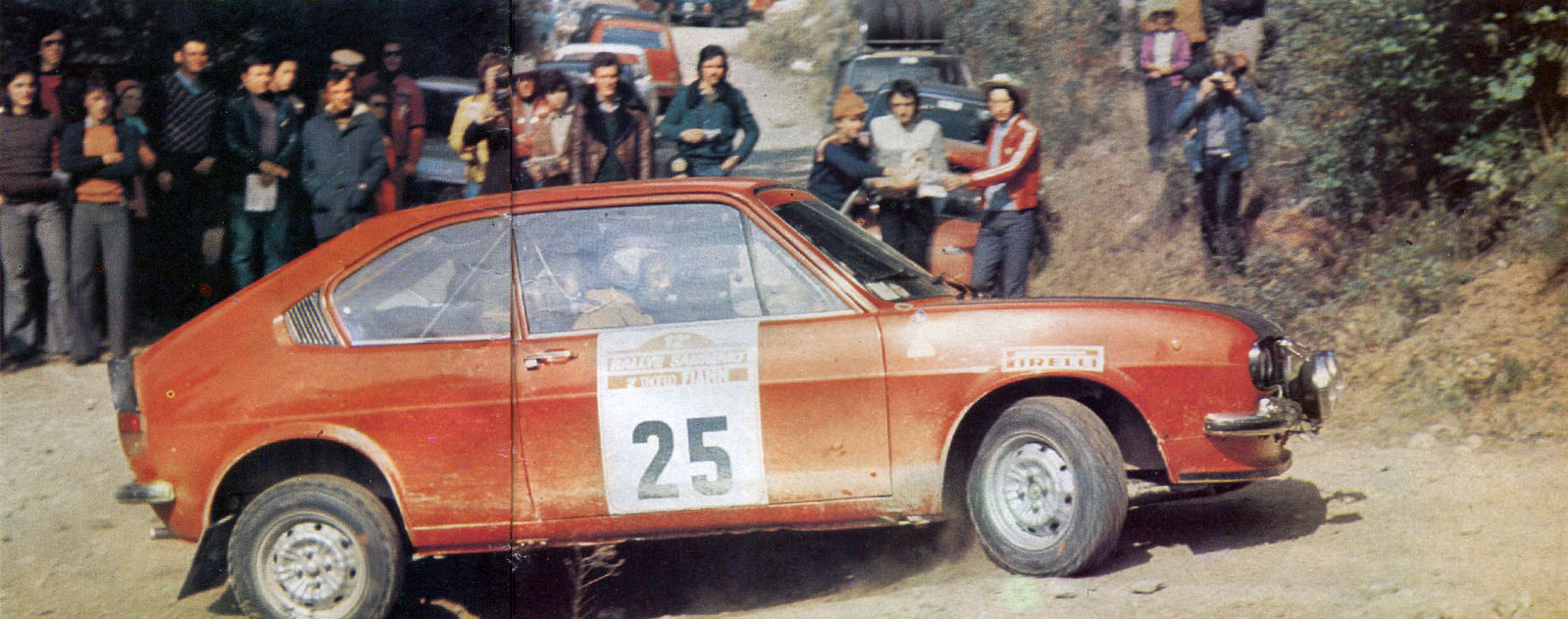
Alfa Romeo Alfasud TI sk. 1 na Rallye Sanremo 1974

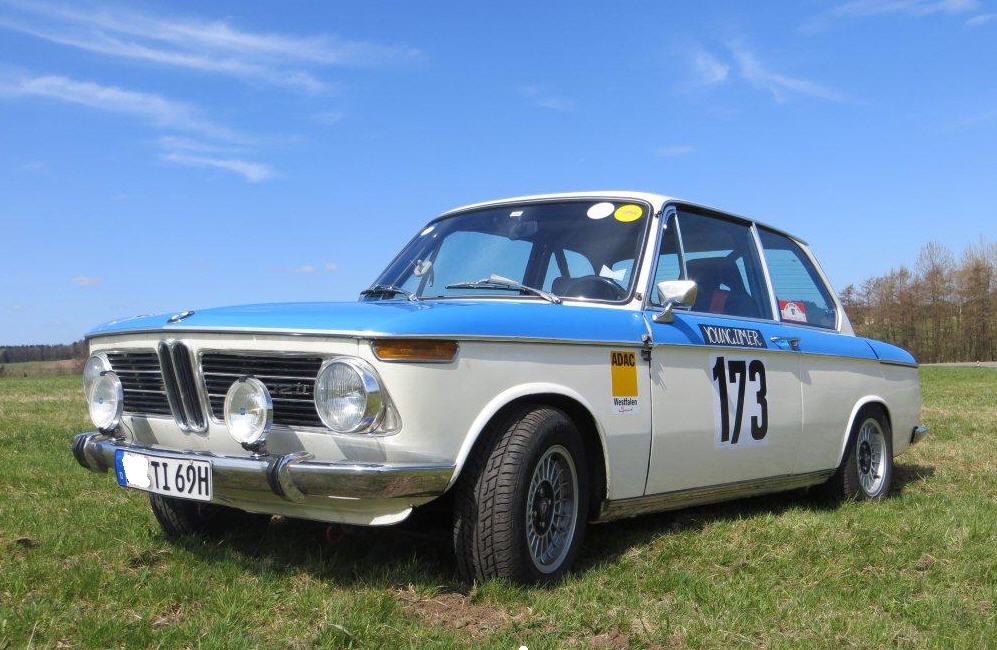
BMW 2002 ti sk. 1

Skupina 1 byla stanovena předpisy FIA pro závody cestovních vozů a rallye. Po celou dobu své existence byla skupina určena pro standardní, sériově vyráběné cestovní vozy s minimem úprav pro závody. Třída byla zavedena v roce 1955 v Příloze J Mezinárodního sportovního řádu a v roce 1982 byla nahrazena skupinou N.

## Historie
Od svého založení v roce 1955 až do roku 1965 byla skupina 1 (nejprve oficiálně nazývaná jako první skupina) zařazena do Kategorie I (nebo A), Cestovní vozy, s požadavkem na výrobu 600 až 1000 vozů za 12 měsíců.
V roce 1966 byly kategorie FIA restrukturalizovány a vzniklo celkem 9 skupin. Skupina 1 byla spolu se skupinami 2, 3 a 4 zařazena do kategorie A - Produkční vozy. Kategorie B a C se používaly pro sportovní a závodní vozy. Charakter skupiny 1 se v podstatě nezměnil, ale zvýšil se požadavek na výrobu 5000 vozů.
V roce 1982 byly číslované skupiny nahrazeny skupinami N, A, B, C, D a E. Skupina 1 byla nahrazena skupinou N.

## Skupiny vozů 1–9

### 1954–1965
|           | Skupina 1           | Skupina 2              | Skupina 3               | Skupina 4              | Skupina 5                 | Skupina 6    |
| --------- | ------------------- | ---------------------- | ----------------------- | ---------------------- | ------------------------- | ------------ |
| 1954–1957 | I. Cestovní         | I. Cestovní            | I. Cestovní             | II. Sportovní          | II. Sportovní             | –            |
| 1954–1957 | Běžné sériové prod. | Sériové prod. GT       | Speciální sériové prod. | Sériové produkční      | Mezinárodní               | –            |
| 1958–1959 | I. Cestovní         | I. Cestovní            | I. Cestovní             | II. GT                 | II. GT                    | II. GT       |
| 1958–1959 | Běžné sériové prod. | Upravené sériové prod. | Speciální sériové prod. | Běžné sériové prod. GT | Upravené sériové prod. GT | Speciální GT |
| 1960–1965 | A. Cestovní         | A. Cestovní            | B. GT                   | C. Sportovní           | –                         | –            |
| 1960–1965 | Běžné sériové prod. | Upravené sériové prod. | Vozy GT                 | Sportovní vozy         | –                         | –            |

### 1966–1981
V závorce požadavky na minimální počet vozů vyrobených v 12 po sobě následujících měsících
|           | Skupina 1                                         | Skupina 2                                         | Skupina 3                                         | Skupina 4                                         | Skupina 5                                 | Skupina 6           | Skupina 7             | Skupina 8             | Skupina 9                     |
| --------- | ------------------------------------------------- | ------------------------------------------------- | ------------------------------------------------- | ------------------------------------------------- | ----------------------------------------- | ------------------- | --------------------- | --------------------- | ----------------------------- |
| 1966–1969 | A. Produkční (homologované sériově vyráběné vozy) | A. Produkční (homologované sériově vyráběné vozy) | A. Produkční (homologované sériově vyráběné vozy) | A. Produkční (homologované sériově vyráběné vozy) | B. Speciální                              | B. Speciální        | C. Závodní (otevřené) | C. Závodní (otevřené) | C. Závodní (otevřené)         |
| 1966–1969 | seriové cestovní (5000)                           | cestovní (1000)                                   | „Grand Tourisme“ (500)                            | sportovní (50/25)                                 | speciální cestovní                        | sportovní prototypy | dvoumístné závodní    | formule               | Volné závodní (Formula Libre) |
| 1970–1971 | A. Produkční                                      | A. Produkční                                      | A. Produkční                                      | A. Produkční                                      | A. Produkční                              | B. Exp. soutěžní    | C. Závodní            | C. Závodní            | C. Závodní                    |
| 1970–1971 | seriové cestovní (5000)                           | cestovní speciální (1000)                         | sériové GT (1000)                                 | GT speciální (500)                                | sportovní (50)                            | sportovní prototypy | dvoumístné závodní    | formule               | Formula Libre                 |
| 1972–1975 | A. Produkční                                      | A. Produkční                                      | A. Produkční                                      | A. Produkční                                      | B. Exp. soutěžní                          | –                   | C. Závodní            | C. Závodní            | C. Závodní                    |
| 1972–1975 | seriové cestovní (5000)                           | cestovní speciální (1000)                         | sériové GT (1000)                                 | GT speciální (500)                                | sportovní                                 | –                   | dvoumístné závodní    | mezinárodní formule   | Formula Libre                 |
| 1976–1981 | A. Produkční                                      | A. Produkční                                      | A. Produkční                                      | A. Produkční                                      | A. Produkční                              | B. Závodní          | B. Závodní            | B. Závodní            | –                             |
| 1976–1981 | seriové cestovní (5000)                           | cestovní (1000)                                   | sériové GT (1000)                                 | GT (400)                                          | speciální produkční (odvozené ze sk. 1–4) | dvoumístné závodní  | mezinárodní formule   | Formula Libre         | –                             |